# Kid A
Kid A е четвъртият албум на британската група Рейдиохед. Издаден е в началото на октомври 2000 г. Три месеца преди да се появи официално в музикалните магазини, пълно копие на албума в mp3-формат може да се намери в мрежата на Напстер. Въпреки това Kid A дебютира под номер едно в американската класация Билборд, макар че групата дори не издава официален сингъл в САЩ. Kid A се отличава от първите три албума на групата най-вече с електронното си звучене. Макар че този албум разочарова част от феновете, Kid A е приет добре от критиката.

## Списък на песните в албума
1. Everything in Its Right Place – 4:11
2. Kid A – 4:44
3. The National Anthem – 5:50
4. How to Disappear Completely – 5:55
5. Treefingers – 3:42
6. Optimistic – 5:16
7. In Limbo – 3:31
8. Idioteque – 5:09
9. Morning Bell – 4:29
10. Motion Picture Soundtrack – 7:01